# سیارک ۱۴۷۹۲
سیارک ۱۴۷۹۲ (به انگلیسی: 14792 Thyestes، نامگذاری:1973SG1) چهارده هزار و هفتصد و نود و دومین سیارک کشف شده‌است که در ۲۴ سپتامبر ۱۹۷۳ کشف شد.
قدر مطلق سیارک برابر ۱۱٫۲۰ است.